# 잔혹한 출근
《잔혹한 출근》(영어: A Cruel Attendance)은 2006년에 개봉한 대한민국의 범죄 코미디 영화이다.

## 줄거리
거액의 빚더미를 지고 살아가는 동철과 만호. 아무리 노력해도 줄어들지 않는 빚 때문에 골머리를 앓던 둘은 아이까지 유괴한다. 하지만 충동적으로 데려온터라 다음 계획은 전혀 없었고 무엇보다 아이 부모가 전화를 받지 않아서 결국 아이를 풀어준다. 이후에는 나름 계획을 짜서 부잣집 딸 여고생 태희를 납치하는데 성공했지만 태희는 남자친구와 짜고 유괴 자작극까지 벌인 문제아였고 성격도 괄괄해서 상대하는 것도 힘들었다. 게다가 동철에게는 딸을 납치했다는 의문의 협박전화가 걸려왔다. 졸지에 유괴 피해자와 유괴범의 경계에 놓인 동철은 결국 자기 딸을 구하기 위해 남의집 딸 몸값을 받아내려고 고군분투 하게 된다.

## 캐스팅
- 김수로 : 오동철 역
- 이선균 : 천만호 역
- 김영민 : 진눈깨비 도깨비 역
- 고은아 : 태희 역
- 오광록 : 태희 부 역
- 김병옥 : 주백통 역
- 김응수 : 형사반장 역
- 이정우 : 호태 역
- 강경헌 : 동철 아내 역
- 황태광 : 김 비서 역
- 고서희 : 민주 모 역
- 최종률 : 노점 상인 역
- 홍성보 : 은행 직원 역
- 박진택 : 우 형사 역
- 차정환 : 김 형사 역
- 강철성 : 녹사평 형사 역
- 성낙경 : 용두 요원 역
- 원종례 : 유혹녀 역
- 강예솔 : 지구대 여순경 역
- 정윤민 : 주백통 부하 1 역
- 김태형 : 주백통 부하 2 역
- 김정한 : 주백통 부하 3 역
- 배윤범 : 스폰지 직원 1 역
- 김준원 : 스폰지 직원 2 역
- 이제관 : 유괴전담반 3 역
- 오만석 : 흥신소 사장 스폰지 역 (특별출연)
- 전혜진 : 동희 역 (특별출연)
- 문단열 : 영어강사 역 (특별출연)